# Me vogl bene
Me vogl bene è un singolo del rapper italiano MV Killa, pubblicato il 21 aprile 2023 come primo estratto dal secondo album in studio Fede. Il brano vanta la collaborazione del rapper Geolier.

## Tracce
Testi e musiche di Marcello Valerio, Emanuele Palumbo e Antonio Lago.
1. Me vogl bene (feat. Geolier) – 3:06